# 61e escadron de quartier général

Le 61e escadron de quartier général assurait au camp du Hameau à Pau, le soutien de l'état-major de la 11e division parachutiste de l'armée de terre française.
Il fournissait les personnels, assurait le suivi médical, les services administratifs nécessaires, les prestations.
Fusionné avec la 61e compagnie de transmissions, il forma le 61e bataillon de commandement et de transmissions.

## Particularités
- En 1970 cet escadron comprenait encore des personnels de différentes armes. Quelques années plus tard il n'employait plus que des personnels du Train
- Bien qu'assurant le soutien de l'EM de la 11e DP, le 61e EQG n'avait qu'une partie de ses effectifs en postes TAP (troupes aéroportées), postes très enviés en raison de l'amélioration importante de la solde, du port du béret rouge mais aussi de la communion entre parachutistes.
- Le camp du Hameau a pris le nom de Pissard-Santarelli après le décès le 12 février 1976 du commandant Pissard Jacques de l'EM de la 11e DP et du lieutenant Santarelli Jacques, officier adjoint du 61e EQG, lors d'un vol en hélicoptère dans les Pyrénées. L'équipage était composé de l’adjudant-Chef TURON Alphonse, du maréchal des logis DUBROMELLE Jacques, tous deux du Galdiv 11 et aussi décédés.